# Ilse Totzke
Ilse Sonja Totzke, née le 4 août 1913 à Strasbourg dans l'Empire allemand et morte le 23 mars 1987 à Haguenau en France, est une musicienne allemande lesbienne, déportée au camp de concentration de Ravensbrück entre 1943 et 1945 par la Gestapo après avoir tenté de se réfugier en Suisse avec son amie juive Ruth Basinski. Le titre de Juste parmi les nations lui a été décerné en 1995.

## Biographie
Ilse Totzke est née en 1913 à Strasbourg, ville qui fait alors partie de l'Empire allemand. Sa mère, Sofie Wilhelmine Huth, est une actrice alsacienne issue d'une famille d'artistes et de musiciens. Son père, Ernst Otto Totzke, chef d'orchestre au Théâtre Municipal de Strasbourg (désormais Opéra de Strasbourg) et à l'Éden Cinéma, est le fils d'un instituteur de Prusse-Occidentale,,.
L'enfance d'Ilse Totzke est marquée par les conséquences de la Première Guerre mondiale, le mariage malheureux de ses parents et le décès prématuré de sa mère. Alors qu'elle est encore mineure, elle intente une action en justice contre son père qui s'est approprié l'héritage maternel, et parvient à obtenir le placement de cet héritage sous l'autorité d'un tuteur. En 1932, à sa sortie du pensionnat de Bamberg où l'avait envoyée son père peu après leur déménagement à Mannheim en Allemagne lors du rattachement de l'Alsace à la France, elle entre au conservatoire de Wurtzbourg (désormais École supérieure de musique de Wurtzbourg (de)) où elle étudie notamment le piano, le violon et la direction d'orchestre,,,.
Grâce à son héritage, elle peut mener une vie indépendante durant la dernière année de la République de Weimar ,. Après la prise du pouvoir par les nazis en 1933, elle manifeste son opposition au régime en refusant de faire le salut hitlérien,. Elle loge chez des familles juives entre 1932 et 1936 et reste proche de ses amis juifs, ignorant la barrière sociale et raciale que les autorités veulent instaurer entre aryens et « non-aryens ». En 1935, elle met en avant les séquelles d'un accident de moto pour être réformée du service du travail obligatoire des femmes (Reichsarbeitdienst).

Ses relations sociales, sa préférence pour les vêtements dits masculins et son orientation lesbienne sont mentionnées dans les dénonciations répétées de ses voisins, de ses enseignants et d'anonymes, qui l'accusent tour à tour de trop grande proximité avec les Juifs, de manque de patriotisme et/ou de détournement de mineures. À partir de 1936, un an après l'entrée en vigueur des lois de Nuremberg, elle fait l'objet d'une surveillance active par la Gestapo qui enquête sur elle durant plusieurs années, fouille ses différents logements et intercepte son courrier,,. Dans la seconde moitié des années 1930, elle est expulsée du conservatoire,. À l'automne 1941, les rapports sociaux avec les Juifs deviennent une infraction pénale pour le Bureau principal de la sécurité du Reich. En septembre et octobre 1941, la Gestapo convoque Totzke à deux reprises et la menace d'arrestation si elle ne renonce pas à tout contact avec ses amis et connaissances juives, dont commence au même moment à Wurtzbourg l'arrestation et la déportation systématiques,. Totzke refuse d'obtempérer et déclare à l'officier chargé de l'interroger : 
"D'après moi, les actions contre les Juifs sont injustes. Je ne peux pas être d'accord avec ces mesures",,.
À l'été 1942, elle s'informe lors d'un séjour en Alsace des possibilités de gagner la Suisse. En septembre 1942, lors d'un voyage à Berlin, elle fait la connaissance de Ruth Basinski, une flûtiste juive et enseignante en école maternelle originaire de Poznań,. Totzke a été chargée de lui transmettre un message par Mme Strauss, l'épouse catholique d'un Juif de Wurtzbourg qui souhaite contacter son fils avec lequel Basinski a étudié à l'Académie pour la Science du Judaïsme de Berlin avant l'arrivée au pouvoir des nazis,. En novembre de la même année, Totzke, de retour en Alsace, aide deux femmes juives, Gertrud Hengstberg et Steffi Riesenfeld, à se réfugier en Suisse avec succès,. Convoquée à nouveau par la Gestapo en décembre, elle envisage un temps de vivre dans la clandestinité à Berlin où, malgré ses recherches, elle ne parvient pas à retrouver Basinski.
Le 8 février 1943, Totzke apprend que son amie a été emmenée au camp situé sur la Auguststrasse et doit être bientôt déportée vers l'Est. Elle parvient à convaincre Basinski de s'enfuir avec elle vers la Suisse et, dans la nuit du 26 au 27 février, les deux jeunes femmes passent la Lucelle près de Durmenach entre l'Alsace et le Jura,,,,. Elles sont arrêtées à deux reprises par les gardes-frontières suisses, qui décident alors de les livrer à la police allemande de Mulhouse et Saint-Louis. Les deux femmes sont séparées : Basinski est renvoyée par la Gestapo à Berlin puis déportée au camp de concentration d'Auschwitz où elle survit grâce à sa participation en tant que flûtiste à l'orchestre des femmes. Trotzke est conduite à Würzburg pour un interrogatoire, durant lequel elle affirme avoir agi par «sympathie» pour Basinski et parce qu'il lui était impossible de continuer à vivre dans l'Allemagne nazie.
Elle est déportée en mai 1943 au camp de concentration de Ravensbrück où elle prend le nom de Sonia Totzki et se présente comme  polonaise,. Elle est affectée aux travaux forestiers jusqu'à la libération du camp en avril 1945 par la Croix-Rouge suédoise,. Elle part ensuite pour Paris où elle occupe plusieurs emplois précaires jusqu'à son retour à Würzburg en 1954. Elle se bat auprès des autorités bavaroises pour obtenir les réparations dont elle a besoin pour survivre. En 1957, elle effectue un voyage d'études au Pakistan. Elle passe les trois dernières décennies de sa vie en Alsace, où elle décède à Haguenau en 1987.

## Hommage
Le titre de Juste parmi les nations a été décerné à Ilse Totzke par Yad Vashem le 23 mars 1995.
Une rue de Würzburg a été renommée Ilse-Totzke-Straße pour le centième anniversaire de sa naissance, le 4 août 2013.